# Saline de Montaigu
La saline de Montaigu est une mine de sel active de 1892 à 1959 à Montaigu et Perrigny, deux communes limitrophes de Lons-le-Saunier dans le Jura, à l'est de la France.

## Situation
La concession est principalement établie sur la commune de Montaigu et de Perrigny, au sud-ouest du département du Jura en région de Bourgogne-Franche-Comté.

## Géologie
Les gisements d'halite exploités appartiennent au bassin salifère de Franche-Comté.

## Histoire

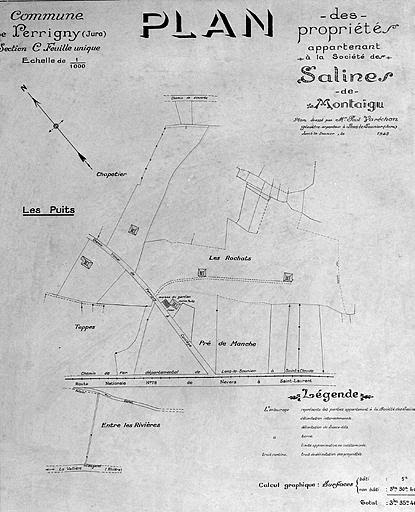
Rue du puits à sel, Perrigny.

Une concession de 731 hectares est accordée à Monsieur Cantenot le 4 juillet 1892 pour la recherche de sel gemme à Montaigu près de Lons-le-Saunier. Les puits de sondage sont établis sur la commune de Perrigny et les bâtiments d'exploitation sont construits entre 1891 et 1892 sur la commune de Montaigu, territoire qui sera réuni vers 1963 à celui de Lons. L'eau des sondages est pompée par des moteurs thermiques ou électriques pour être envoyée par des canalisations vers la saline, située à 1,5 km. En 1895, les eaux résiduelles de la saline sont utilisées par les thermes Lédonia pour leurs vertus thérapeutiques. Vers 1955, le sel est produit par cinq poêles rectangulaires chauffés au charbon par feu direct, équipés de ventilateurs et produisant chacun 8 à 10 tonnes de sel. Le sel produit est égoutté sur des supports en bois pendant 24 heures puis transporté par wagonnets sur des tamis de séchage. Il est finalement emballé dans des sacs de toile de 50 ou 100 kilos avant d'être évacué par l'embranchement particulier de la ligne de Mouchard à Bourg-en-Bresse.
La production de sel passe de 1 000 tonnes en 1893 à 2 500 t en 1895, 4 442 t en 1904, 2 744 t en 1919. Elle atteint encore 7 000 tonnes en 1959, année de fermeture de la saline.

## Reconversion
Les bâtiments sont rachetés vers 1963 par la société Grosjean qui les utilise comme caves d'affinage jusqu'en 1975 et le bâtiment d'évaporation est démoli. La cheminée d'usine est abattue en 1983. Ne subsistent alors que la maison du gardien et les anciens puits de Perrigny. Au début du XXIe siècle, le site est occupé par des terrains de tennis.